# István Busa
István Busa   (Kecskemét, 31 de maig de 1961) és un tirador d'esgrima hongarès, ja retirat, especialista en floret, guanyador d'una medalla olímpica.
El 1988 va prendre part en els Jocs Olímpics d'Estiu de Seül, on guanyà la medalla de bronze en la la prova del floret per equips del programa d'esgrima. Quatre anys més tard, als Jocs de Barcelona, va disputar dues proves del programa d'esgrima. En la prova del floret per equips fou quart, mentre en la del floret individual fou vint-i-setè.
En el seu palmarès també destaca una medalla de bronze en el Campionat del món d'esgrima de 1987, i dues medalles d'or en el Campionat d'Europa d'esgrima de 1991.